# Aparhanti sztyepp
Aparhanti sztyepp este o arie protejată (arie specială de conservare — SAC, sit de importanță comunitară — SCI) din Ungaria întinsă pe o suprafață de 21,45 ha, integral pe uscat.

## Localizare
Centrul sitului Aparhanti sztyepp este situat la coordonatele 46°20′37″N 18°27′27″E / 46.343611°N 18.4575°E.

## Înființare
Situl Aparhanti sztyepp a fost declarat sit de importanță comunitară în mai 2004 pentru a proteja un număr necunoscut de specii din flora spontană și fauna sălbatică aflate în arealul zonei. Situl a fost protejat și ca arie specială de conservare în februarie 2010.

## Biodiversitate
Situată în ecoregiunea panonică, aria protejată conține 1 habitat natural: Pajiști stepice panonice pe loess.
La baza desemnării sitului se află un număr nedeclarat de specii protejate.